# Legge di Little
La legge di Little, parte della teoria delle code, è stata formulata nel 1961 da John D. C. Little, professore del MIT Sloan School of Management.

## La legge di Little
Essa stabilisce che: 

## Uso
Questa legge è utilizzata nella gestione degli impianti industriali per stabilire il tempo di attraversamento, il ritmo produttivo o il materiale che è in lavorazione durante il tempo di attraversamento in un sistema produttivo. 
Indicando con:
- Ta = tempo di attraversamento del sistema
- TH = throughput del sistema
- WIP = work in progress

Avremo che:            
{\displaystyle WIP=TH\cdot Ta}
Noti i valori di due paramenti si può facilmente conoscere il valore del terzo. 
È quindi possibile ottenere una stessa produttività sia con un sistema snello (WIP e Ta bassi) che con un sistema più pesante caratterizzato da alti tempi di attraversamento e WIP. Inoltre si può facilmente evincere che se nel sistema è presente del WIP il Ta è non nullo.

## Corollario
Vi è stato aggiunto anche un suo corollario: 